# Louis de Rohan (Chevalier)
Louis de Rohan-Guémené, genannt le Chevalier de Rohan (* 1635; † 27. November 1674 in Paris) war der jüngere Sohn von Louis VIII. de Rohan, Duc de Montbazon, und Anne de Rohan, Princesse de Guéméné.

## Leben
Bereits als 20-Jähriger war er Großjägermeister von Frankreich (Grand Veneur de France), dann Gardeoberst Ludwigs XIV. Seine Aufgabe als Großjägermeister musste er später aufgeben, als er in die Flucht der königlichen Mätresse Maria Mancini verwickelt war.
Er nahm am Krieg gegen Spanien (1654–1659) sowie ab 1672 am Holländischen Krieg teil. Hoch verschuldet startete er 1674 mit seinem Berater Gilles du Hamel de Latréaumont (La Truaumont, * 1627 in Paris) in dieser Zeit ein Mordkomplott gegen den König, der durch dessen minderjährigen Sohn Louis de Bourbon, dauphin de Viennois (1661–1711) – in Gefangenschaft und unter Vormundschaft – ersetzt werden sollte. Gleichzeitig sollte in der Normandie eine Republik ausgerufen werden. Louis de Rohan versicherte sich der Unterstützung der Republik der Sieben Vereinigten Niederlande, die in der Stadt Quillebeuf-sur-Seine (wo er Gouverneur war) an Land gehen sollten.
Das Komplott wurde von dem königlichen Musketier Jean Charles du Cauzé de Nazelle (* 1649) aufgedeckt, der in Picpus in der Pension des Maitre Affinius van den Enden (* 1601) logierte, und sich über die Besuche eines hohen Herren wie Rohan in einer familiären Pension der Pariser Vorstadt wunderte – van den Enden war ebenfalls in die Verschwörung verwickelt, da er die republikanische Verfassung entworfen und die Verhandlungen mit den Holländern geführt hatte.
Am 31. August 1674 informierte Le Cauzé de Nazelles den Minister Louvois, am 11. September wurde Rohan von Männern des Pariser Lieutenant général de police Gabriel Nicolas de la Reynie unter dem Kommando des Gardemajors Brissac verhaftet, als er die Messe im Schloss von Versailles verließ. Latréaumont wurde vom gleichen Brissac in Rouen getötet. Ebenfalls arretiert wurden der Chevalier de Préaux (ein Neffe Latréaumonts) und dessen Geliebte, die Marquise de Villars (Villiers).
Rohan wurde in die Bastille gebracht und wegen Majestätsbeleidigung zum Tode verurteilt, allerdings – anders als seine Mitverschwörer – zuvor nicht der Folter unterworfen. Louis de Rohan, Préaux und die Marquise wurde am 27. November 1674 vor dem Eingang zur Bastille in der Rue Saint-Antoine geköpft. Van den Enden wurde gehängt.
Sein Besitz wurde konfisziert, später aber seiner Mutter zurückerstattet.
Voltaire schrieb über diese Verschwörung: „Das war eher ein schlecht angezettelter feiger Verrat als eine Verschwörung“ (Ce fut plus une lâche trahison mal ourdie qu'une conspiration.)

## Belletristik
- Cecil Saint-Laurent: Le Cadet de Nazelle. hg. von Pierre de Meyer (Roman)
- Eugène Sue: Latréaumont. (romantisierende Mantel-und-Degen-Geschichte ohne Historizität)